# PCFREE
PCFREE는 개인이 만든 악성 소프트웨어 치료 백신이다. 개발자는 3인이며, 애드웨어로서 24시간에 한번씩 광고 사이트가 뜬다. 어떤 면에서는 애드웨어 겸 프리웨어로서 무료로 이용할 수 있다.
2006년 중순쯤, 유사 프로그램이 배포되는 사건이 있었다. 대표적인 것은 PC-Free(피씨프리짱), PCFREE PRO, Dr PCFree 등이 있었다. 피씨프리짱은 현재는 사이트도 닫히고, 프로그램도 배포되지 않았으나 Dr PCFree는 아직도 배포 중에 있다.
유사 프로그램은 대다수가 자동으로 깔리는 악성코드인 경우가 많았다.
2011년 2월 현재 pcfree.co.kr 사이트는 운영이 되지 않으며 배포중지 중이다.